# تپه گل حصار
تپه گل حصار مربوط به دوره ساسانیان است و در شهرستان خدابنده، بخش سجاسرود، روستای سجاس واقع شده و این اثر در تاریخ ۱۲ بهمن ۱۳۸۱ با شمارهٔ ثبت ۷۴۱۰ به‌عنوان یکی از آثار ملی ایران به ثبت رسیده است.